# Felipe Enrique Neri
Felipe Enrique Neri ou Philip Hendrik Nering Bögel, dit « baron de Bastrop » (23 novembre 1759 à Paramaribo - 23 février 1827) est un colon et homme politique mexicain, d'origine hollandaise, qui joua un rôle déterminant dans la création de l'actuel État du Texas.